# Palazzo Tessin
Il palazzo Tessin è un edificio residenziale ubicato a Stoccolma, nel quartiere storico di Gamla stan.

## Storia
Fu costruito tra il 1694 e il 1700 su progetto di Nicodemus Tessin il Giovane, come sua residenza. Successivamente il palazzo fu ereditato dal figlio, Carl Gustaf Tessin, ma a causa di alcuni problemi economici, intorno alla metà del Settecento il complesso passò alla corona svedese.

## Descrizione
Il palazzo, in stile barocco, è caratterizzato, sul retro, da un giardino nel quale lo spazio si restringe e si dilata accentuando quell'illusione di profondità tipicamente barocca.